# Pierre Emmanuel

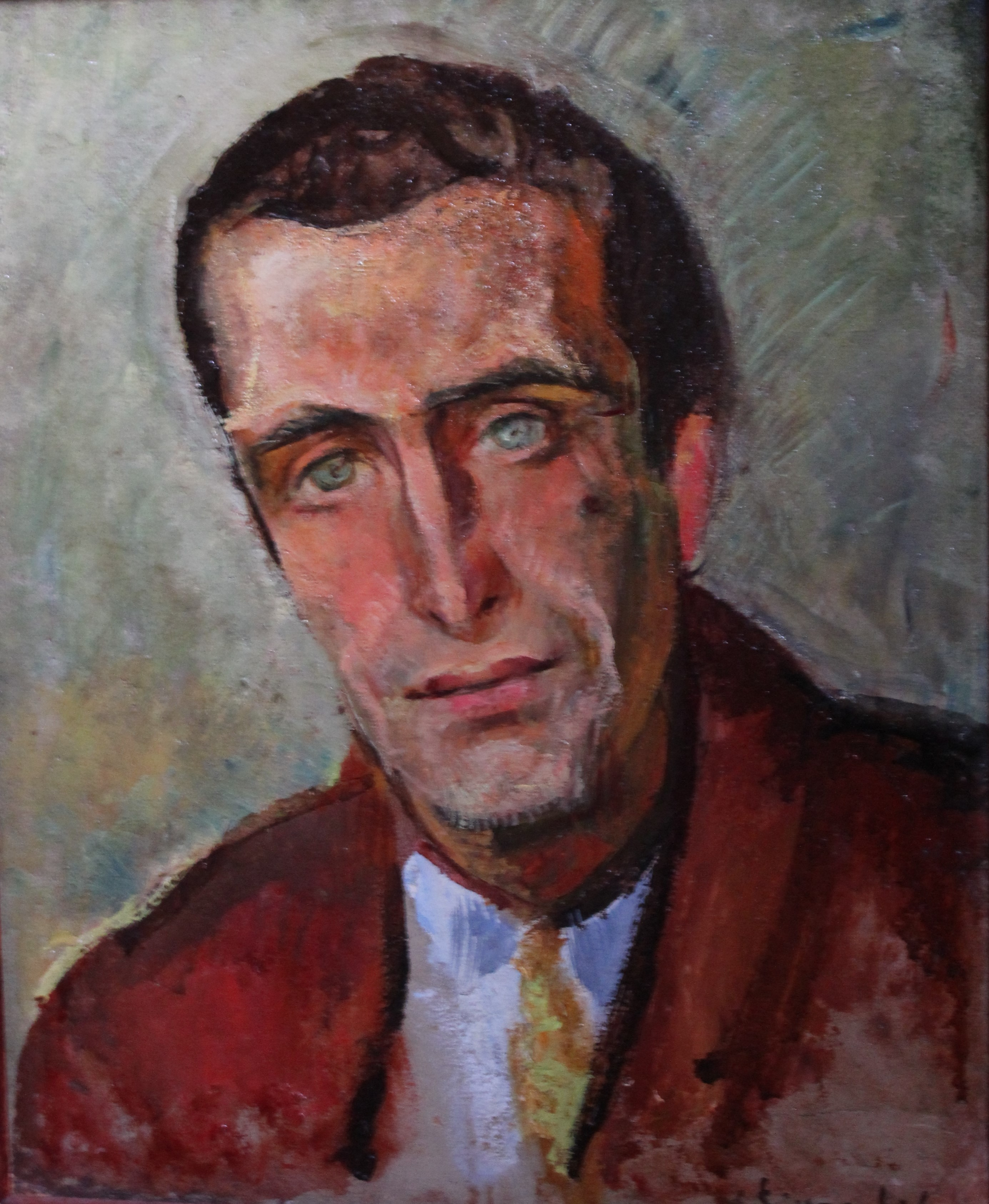
Gemälde Pierre Emmanuel von Willy Eisenschitz.

Pierre Emmanuel (Geburtsname: Noël Mathieu; * 3. Mai 1916 in Gan, Basses-Pyrénées; † 22. September 1984 in Paris) war ein französischer Dichter, der von 1968 bis zu seinem Rücktritt 1975 Mitglied der Académie française war.

## Leben

### Erste Gedichtbände und Journalist
Während der Emigration seiner Eltern in die Vereinigten Staaten wuchs er bei einem Onkel väterlicherseits in Lyon auf und wurde nach einem Studium der Philosophie an der Universität Lyon II Lehrer. Durch die Lektüre von Paul Valérys La Jeune Parque entdeckte er sein Interesse für Lyrik sowie später für die Werke von Friedrich Hölderlin, Thomas Hardy und Gerard Manley Hopkins. Durch den Schriftsteller Pierre Jean Jouve, den er 1937 traf, wurde er selbst zum Schreiben von Gedichten ermutigt. Zwar erschien sein erster Gedichtband Élégies 1940, breitere Aufmerksamkeit erhielt er jedoch durch den 1941 veröffentlichten Band Tombeau d’Orphée.
Während der deutschen Besetzung Frankreichs durch die Wehrmacht blieb er als Lehrer tätig und engagierte sich daneben in der Résistance. Diese Erfahrungen im Widerstand verarbeitete er in Gedichtbänden wie Jour de colère (1942), Combats avec tes défenseurs (1942) und La liberté guide nos pas (1945).
Die Werke Emmanuels gehören zu den wichtigsten lyrischen Veröffentlichungen im Frankreich der Nachkriegszeit. Bedeutende erste Gedichtbände waren Le Poète et son Christ (1942), La Colombe (1943), Le Poète fou (1944), Mémento des vivants (1944). Nach dem Ende des Zweiten Weltkrieges war er als Journalist bei verschiedenen Publikationen wie Témoignage Chrétien, Réforme, Esprit tätig.
Emmanuel arbeitete zwischen 1945 und 1959 als Leiter des englischsprachigen Programms von Radiodiffusion Télévision Française (RTF). Während dieser Zeit nahm er nicht nur an mehreren Konferenzen in den USA und Kanada teil, sondern war auch Gastprofessor an verschiedenen US-amerikanischen Universitäten. Neben dieser Tätigkeit veröffentlichte er weitere lyrische Sammlungen wie Poésie raison ardente (1947), Qui est cet homme (1948) und Car enfin je vous aime (1949).
Mit Babel (1952) schuf er ein „spirituelles Epos der Menschheitsgeschichte“ in fünf Teilen. Weitere Gedichtsammlungen, die zum Teil von Albert Béguin herausgegeben wurden, waren Visage nuage (1956), Versant de l’âge (1958), Évangéliaire (1961), Le Goût de l’un (1963), La Nouvelle Naissance (1963), La Face humaine (1965). 1963 erhielt er für sein damaliges Lebenswerk den Grand Prix de Poésie.

### Mitglied der Académie française und Rücktritt
Am 25. April 1968 wurde er als Nachfolger von Alphonse Juin im vierten Wahlgang mit 16 Stimmen zum Mitglied der Académie française und nahm dort den vierten Sessel (Fauteuil 4) ein. Emmanuel, der sich in zahlreichen Funktionen im kulturellen Leben Frankreichs engagierte, war zwischen 1973 und 1976 Präsident des P.E.N. Clubs von Frankreich. Aus Protest gegen die Wahl des aus Belgien stammenden Schriftstellers Félicien Marceau erklärte er 1975 wegen Marceaus Kollaboration mit der deutschen Besatzungsmacht seinen „Rücktritt“ als Mitglied der Académie française. Da die Mitgliedschaft in der Akademie jedoch auf Lebenszeit verliehen wird, wurde der Fauteuil 4 erst nach seinem Tod an Jean Hamburger vergeben.
Außerdem war Emmanuel zeitweilig Präsident der Kulturorganisation Kongress für kulturelle Freiheit, Präsident des Institut national de l’audiovisuel (INA) sowie Administrator des seit 1972 in Paris stattfindenden Festival d’Automne. Zu seinen bekannteren späteren Gedichtbänden gehören Jacob (1970), Sophia (1973), La Vie terrestre (1976), Tu (1978), Una ou la Mort la Vie (1978), Duel (1979), L’Autre (1980), L’Arbre et le Vent (1981) sowie zuletzt Le Grand Œuvre, Cosmogonie (1984). Emmanuel war sowohl Offizier der Ehrenlegion als auch Kommandeur des Ordre des Arts et des Lettres und Großoffizier des Ordre national du Mérite.

## Weitere Veröffentlichungen
- XX Cantos, 1942
- Combats avec tes défenseurs, 1942
- Orphiques, 1942
- Prière d’Abraham, 1943
- Sodome, 1944
- Cantos, 1944
- Le Je universel chez Paul Éluard, 1946
- Tristesse ô ma patrie, 1946
- Chansons du dé à coudre, 1947
- L’ouvrier de la onzième heure, 1954
- Versant de l’âge, 1958
- Ligne de faîte, 1966
- Baudelaire devant Dieu, 1967
- Le monde est intérieur, 1967
- Choses dites, 1971
- Pour une politique de la Culture, 1971
- La révolution parallèle, 1975
- Une année de grâce, 1983